# Grewiacoccus gregalis
Grewiacoccus gregalis är en insektsart som beskrevs av Charles Kimberlin Brain 1918. Grewiacoccus gregalis ingår i släktet Grewiacoccus och familjen ullsköldlöss. Inga underarter finns listade i Catalogue of Life.